# José Laurencio Silva
Pour les articles homonymes, voir Silva.
José Laurencio Silva est l'une des vingt-cinq municipalités de l'État de Falcón au Venezuela. Son chef-lieu est Tucacas. En 2011, la population s'élève à 32 193 habitants.

## Géographie

### Subdivisions
La municipalité est divisée en deux paroisses civiles avec, chacune à sa tête, une capitale (entre parenthèses) :
- Boca de Aroa (Boca de Aroa) ;
- Tucacas (Tucacas).